# Ann-Madeleine Gelotte
Ann-Madeleine Gelotte, född 20 februari 1940 i Stockholm, död där 24 december 2002, var en svensk illustratör och författare. 
Efter att i unga år ha arbetat som sjuksköterska slog Ann-Madeleine Gelotte igenom med boken Ida Maria från Arfliden som gavs ut år 1977, och är en skildring i bild och ord om hennes mormors tillvaro som dotter i en nybyggarfamilj i Lappland i slutet av 1800-talet. Den boken följdes av Tyra i 10:an Odengatan, utgiven 1981, som handlar om moderns barndom i en portvaktsfamilj i Stockholm på 1910- och 1920-talen, samt Vi bodde i Helenelund utgiven 1983, som handlar om hennes egen barndom i ett villaområde i Sollentuna köping på 1940- och 1950-talen. 
Hon gav också ut en del andra självbiografiska vuxenböcker, som boken Till morfar på fars dag (1980), där hon skriver om sin tillvaro som skilsmässobarn. 
Ann-Madeleine Gelotte är begravd på Silverdals griftegård i Sollentuna.

## Priser och utmärkelser
- 1977 – Expressens Heffaklump[2]
- 1982 – Elsa Beskow-plaketten
- 1999 – Kulla-Gulla-priset